# Azálea (növényfaj)

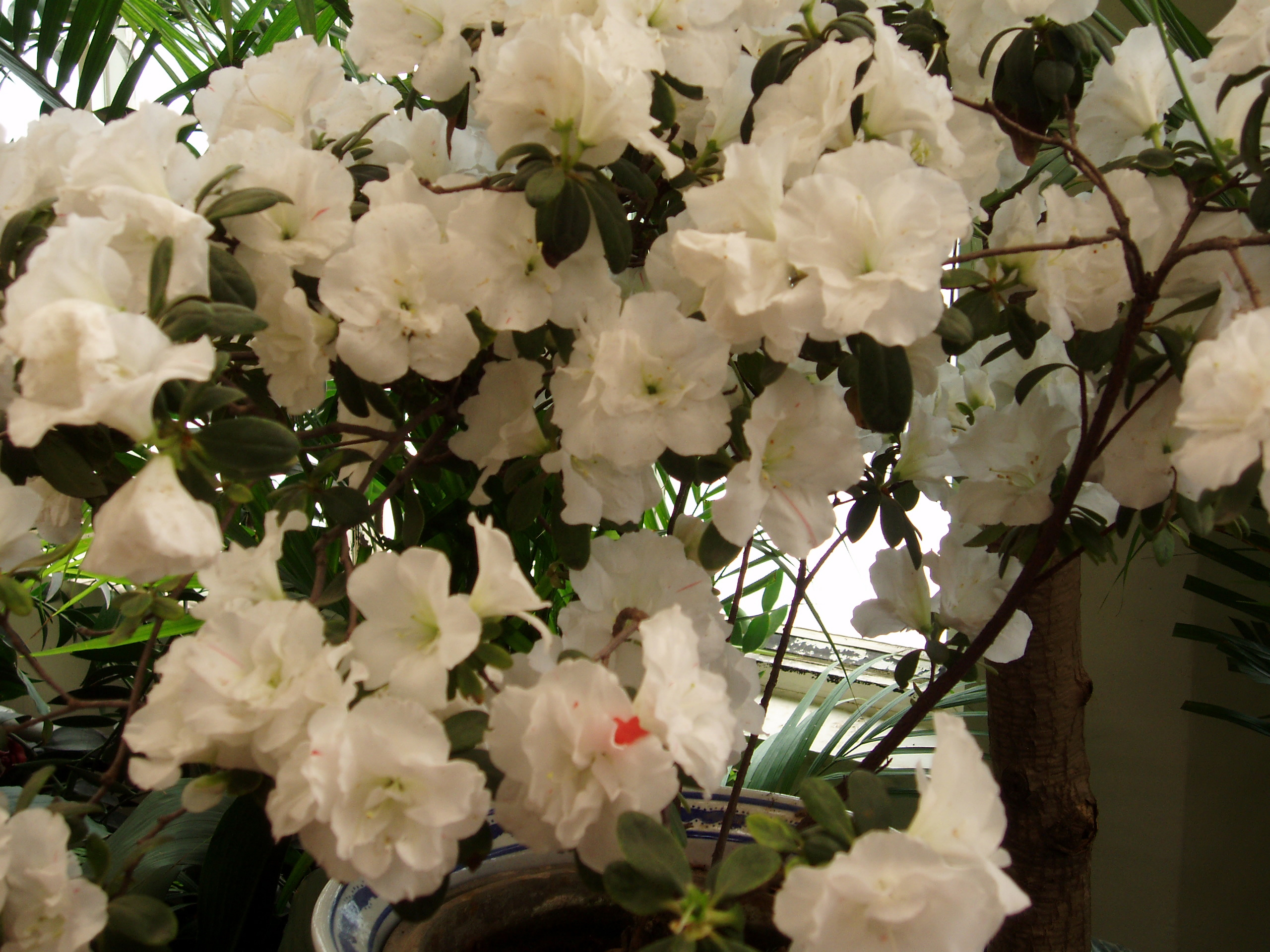
Fehér virágú azálea

A rododendron nemzetség Tsutsusi alnemzetségének Tsutsusi fajcsoportjába tartozó azálea (Rhododendron simsii) leggazdagabban virágzó szobanövényeink egyike.

## Megjelenése, felépítése
Élénk színű, de kevéssé illatos virágai a hosszúkás, kissé szőrözött lomblevelek fölé emelkednek. Eredeti élőhelyén (Kína, Tajvan) piros a virágja, de a kertészek nemesítő munkájának eredményeként a bíborvöröstől a fehérig már mindenféle változata kapható.

## Életmódja, tartása
A hervadt virágokat mielőbb el kell távolítani a bokorról. Az elvirágzott növényt hűvös, de világos helyen kell tartani, és úgy táplálni. A meleget nagyon rosszul tűri: túlfűtött helyiségben elpotyogtatja virágait és leveleit, majd elpusztul. Leginkább a 8–15 °C közötti hőmérséklet az optimális számára. Mivel a párás környezetet szereti, amíg virágzik, célszerű naponta permetezni – de túl nedves és hideg környezetben könnyen rothad.
Nyáron tarthatjuk a szabadban, például erkélyen is, de vigyázzunk arra, hogy tűző nap ne érje: leginkább a félárnyékot kedveli. Mivel nem fagyálló, ősszel mindenképpen be kell költöztetni. Ilyenkor ügyeljünk arra, hogy ne érje hősokk, azaz lassan szoktassuk a szoba meleghez.
Csak savanyú kémhatású földben él meg. A meszet nagyon rosszul tűri. Már a csapvíz mésztartalma is súlyosan károsíthatja, ezért a legjobb esővízzel öntözni. A talaját tartsuk állandóan nedvesen – a legjobb, ha hetente vízbe merítjük a cserepet.

## A kultúrában
Az azálea Kínában a nőiesség szimbóluma. Erre utal Anchee Min: Vörös azálea – Kína leánya című romantikus regényének címe is. Kínai nevének jelentése kakukkvirág: ezt abból a Szecsuan tartományban élő hiedelemből eredeztetik, miszerint az azálea az örökké síró kakukk vércseppjeiből sarjad. Másik kínai neve yanzhichu, azaz „juhkergítő”, mivel ha a juhok megeszik, tántorognak, majd elhullanak tőle.

## Kapcsolódó szócikk
- Azáleás-völgy